# Индж, Уильям
Уильям Моттер Индж (англ. William Motter Inge/ˈɪndʒ/;, 3 мая 1913[…], Индепенденс, Канзас — 10 июня 1973[…], Голливуд-Хиллз, Лос-Анджелес) — американский драматург, прозаик и сценарист, герои работ которого обычно представляют собой одиночных протагонистов, обременённых запутанной личной жизнью. В начале 1950-х годов прославился рядом запоминающихся бродвейских постановок, в том числе «Пикник», который принёс ему Пулитцеровскую премию. В 1961 году получил премию «Оскар» за лучший оригинальный сценарий для фильма «Великолепие в траве». Своими портретами жизни малых городов американского Хартленда Индж заработал неофициальное звание «Драматурга Среднего Запада».

## Биография
Уильям был пятым ребёнком Мод Сары Гибсон-Индж и Лютера Клея Инджа. Индж посещал общинный колледж в родном Индепенденсе и окончил Канзасский университет в 1935 году со степенью бакалавра искусств в области речи и драмы. В университете был членом студенческого братства Sigma Nu. Получив стипендию, Индж уезжает в Нэшвилл (штат Теннесси) для получения степени магистра искусств в Колледже Пибоди, но позже бросил учёбу.
Вернувшись в Канзас, Индж был рабочим на автомагистрали штата и ведущим новостей на радио в Уичито. С 1937 по 1938 год преподавал английский язык и драму в старшей школе в Колумбусе (штат Канзас). В 1938 году Индж вернулся в Колледж Пибоди, получив степень магистра, после чего с 1938 по 1943 год преподавал в частном женском Колледже Стивенс в Колумбии (штат Миссури). В 1943 году стал театральным критиком в газете St. Louis Star-Times. В 1946—1949 годах преподавал в Университете Вашингтона в Сент-Луисе.
В 1947 году написал свою первую пьесу, вскоре поставленную на сцене. Во время преподавания в Университете Вашингтона у Инджа обострилась проблема алкоголизма и в 1947 году он присоединился к «Анонимным алкоголикам» (AA). Именно там он познакомился с женой члена его группы АА по имени Лола, которая стала прототипом главной героини драмы «Вернись, малышка Шеба», прославившей драматурга. В 1950-х годах пьесы Инджа с успехом шли на Бродвее и он переехал в Нью-Йорк.
В начале 1970-х годов Индж жил в Лос-Анджелесе, где преподавал драматургию в Калифорнийском университете в Ирвайне. Его последние пьес привлекли мало внимания и читателей и критиков, вследствие чего Индж впал в глубокую депрессию, убеждённый, что никогда больше не сможет писать хорошо. 10 июня 1973 года в возрасте 60 лет Индж покончил жизнь самоубийством в своём доме в Голливуде, отравившись угарным газом. Похоронен на кладбище «Гора надежды» в родном Индепенденсе.

## Театр

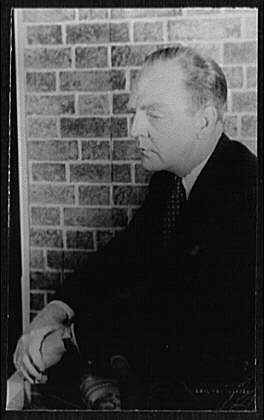
Фото Уильяма Инджа, фотограф — Карл Ван Вехтен

В Сент-Луисе Индж познакомился с Теннесси Уильямсом, благодаря поддержке которого Уильям написал свою первую пьесу «Далеко от небес» (1947), поставленную Марго Джонс в Theatre '47 в Далласе (штат Техас). Следующей работой Инджа стала пьеса «Вернись, малышка Шеба», которая привлекла внимание бродвейских продюсеров. Даже в преддверии бродвейской премьеры в начале 1950 года, Уильям был полон сомнений относительно успеха, собираясь в случае провала вернуться в Сент-Луис. Но пьеса понравилась и критикам и публике, выдержав 190 представлений на Бродвее в 1950 году. Сразу два актёра, занятых в постановке, были отмечены премией «Тони»: Ширли Бут за лучшую женскую роль и Сидни Блэкмер за лучшую мужскую роль. В 1953 году вышел одноимённый фильм по драме, принеся Бут ещё две награды за лучшую женскую роль: «Оскар» и «Золотой глобус». В 1955 году режиссёр Вилли ван Хемерт экранизировал пьесу для голландского телевидения, а в 1977 году ещё одну телевизионную постановку сделал канал NBC.
В 1953 году Индж получил Пулитцеровскую премию за пьесу «Пикник», прототипами героинь которой стали три учительницы женских школ, проживавшие в пансионе его матери. На Бродвее пьеса впервые была показана 19 февраля 1953 года и шла до 10 апреля 1954 года, выдержав 477 показов. В 1955 году Джошуа Логан экранизировал пьесу, получив премию «Золотой глобус» за лучшую режиссуру. Картина также получила шесть номинаций на премию «Оскар», в том числе как лучшему фильму года, две из которых оказались победными — за лучшие декорации и монтаж, а Американским институтом киноискусства включил её в свой список 100 самых страстных американских кинофильмов в истории.
В 1953 году пьеса Инджа «Слава в цветке» была показана на телевидении в рамках образовательного проекта Omnibus с участием Хьюма Кронина, Джессики Тэнди и Джеймса Дина.
В 1955 году состоялась премьера пьесы Инджа «Автобусная остановка», написать которую его вдохновили людей, встреченные Уильямом в Тонганокси (Канзас). Номинированная на четыре премии «Тони», включая «За лучшую пьесу», она была экранизирована в 1956 году, в главной роли снялась Мэрилин Монро.
В 1957 году Индж написал пьесу «Темнота наверху лестницы», переделав свою первую работу, одноактную пьесу «Далеко от небес». Новая пьеса была номинирована на пять премий «Тони», включая «Лучшую пьесу», и была экранизирована в 1960 году. Пьеса 1959 года «Потеря роз» с Кэрол Хейни, Уорреном Битти и Бетти Филд была экранизирована в 1963 году с Джоан Вудворд, Ричардом Беймером и Клэр Тревор и с музыкой Джерри Голдсмита.
Следующей работой Инджа стала пьеса «Естественная привязанность». Её премьера на Бродвее прошла во время забастовки рабочих газетных типографий Нью-Йорка в 1962 году, что могло повлиять на успех. «Естественная привязанность» была показана всего 36 раз с 31 января 1963 года до 2 марта 1963 года. Как и в книге Трумэна Капоте «Хладнокровное убийство», вдохновением для «Естественной привязанности» стал газетный отчёт о кажущемся бессмысленном и немотивированном убийстве. Пьеса сосредотачивается на матери-одиночке Сью Баркер (Ким Стэнли), работающей закупщиком чикагского универмага. В то время как Донни (Грегори Розакис), внебрачный ребёнок Сью, находится в исправительной школе, она вступила в отношения с продавцом Cadillac Берни Словенком (Гарри Гуардино). Когда Донни неожиданно возвращается домой, конфликты обостряются, и подросток оказывается в эмоциональной пропасти. В конце пьесы появляется новый персонаж, девушка Донни. Он приглашает её в квартиру и, без предупреждения, убивает, когда занавес закрываются.
В 1972 году в Финиксе (штат Аризона) состоялась премьера пьесы Инджа «Последняя папка», первоначально названная The Disposal. Премьера была выпущена Робертом Л. «Бобом» Джонсоном и режиссёром Кейтом Андерсоном в театре Southwest Ensemble. В постановке участвовали Ник Нолте, Джим Матц и Ричард Элмор (Элмер). Затем постановка переехало в Лос-Анджелес и открылась через несколько дней после самоубийства Индж. Оригинальная постановка в Финиксе была признана газетой The Arizona Republic «Лучшей пьесой 1972 года», а постановка в Лос-Анджелесе принесла награды Нолте и помогла ему начать карьеру в кино.
«Последняя папка» — одна из трёх пьес Инджа, в которых присутствует тема гомосексуальности. Первой такой пьесой была одноактная «Мальчик в подвале», написанная в начале 1950-х годов и впервые опубликованная в 1962 году. Это единственная работа Инджа, в которой открыто затронута тема гомосексуальности. Ещё в двух пьесах Уильяма есть гей-персонажи, это Пинки в «Где папа?» (1966) и Арчи в «Последней папке». Сам Уильям также принадлежал к сексуальным меньшинствам, хотя официально об этом так и не объявил.
В 1975 году, уже после смерти Инджа, на Бродвее прошла премьера пьесы «Летний молодец», которая представляла собой переработку его более ранней работы «Пикник».
В 2009 году публике были представлены около 25 неизвестных пьес Инджа. Они были доступны для просмотра, но не для копирования или заимствования, на сайте Общинного колледже города Индепенденс, в библиотеке которого хранились много лет. Трёхактная пьеса под названием «Вне главной дороги» была прочитана в нью-йоркском Flea Theater 11 мая 2009 года с участием Сигурни Уивер, Сандерс, Джей Олкатт и Фрэнсис Стернхаген. Одноактная пьеса «Убийство» была поставлена 27 августа 2009 года режиссёром Хосе Анхелем Сантаной в нью-йоркском 59E59 Theater, главные роли исполниили Нил Хафф и Джей Джей Кандел. Ещё шесть пьес были показаны в апреле 2009 года на Театральном фестивале Уильяма Инджа в Индепенденсе. Они же были опубликованы Общинным колледжем города Индепенденс в сборнике A Complex Evening: Six Short Plays by William Inge.

## Телевидение и кино
В 1961 году Индж получил премию «Оскар» за сценарий фильма «Великолепие в траве». Во время телевизионного сезона 1961/1962 года Индж был сценаристом-супервайзером сериала «Автобусная остановка» канала ABC, в основу которого легла одноимённая пьеса Уильяма.
В 1962 году Уильям написал сценарий по роману Джеймса Лео Херлихая «Всё рушится», по которому Джон Франкенхаймер снял одноимённый фильм. В 1965 году вышел фильм Харви Харта «Возвращение Баса Райли» по сценарию Инджа, который был настолько недоволен изменениями, внесенными в его сценарий, что потребовал заменить в титрах его имя и фамилию на «Уолтера Гейджа».
В 1963 году Индж договорился с каналом CBS о съёмках часовой телевизионной драме о семье на Среднем Западе. Фильм с шестью персонажами имел условное название All Over Town и планировался на сезон 1964/1965 годов. Вместо этого Индж написал по своей пьесе «Вне главной дороги» сценарий «На окраине городе», который был реализован и показан каналом NBC 6 ноября 1964 года как часть сериала Bob Hope Presents the Chrysler Theatre. Он сам снялся в фильме в роли городского врача. 25 июня 1965 года NBC повторил пьесу.

## Романы
Индж написал два романа, действие обоих проходит в вымышленном городе Фридом штата Канзас. Первым стал роман «Удачи, мисс Вайкофф» (Atlantic-Little, Brown, 1970). Главная героиня, учитель латыни в старшей школе Эвелин Виксон потеряла работу из-за романа с чернокожим дворником школы. Темы романа включают в себя нравы общества, расизм, сексуальное напряжение и общественное унижение в конце 1950-х годов. В 1979 года роман был экранизирован.
В 1971 году вышел второй роман Инджа «Мой сын — великолепный водитель» (Atlantic-Little, Brown, 1971) — автобиографическая книга, в которой прослеживается жизнь семья Хансен с 1919 года до второй половины XX века. Роман получил похвальные отзывы от Kirkus Reviews.

## Память
В Общинном колледже Индепенденса хранится Коллекция Уильяма Инджа — самое обширное собрание документов драматурга, в том числе 400 рукописей, фильмы, переписка, театральные програмки и другие предметы, связанных с работой Инджа. Также собрания документов, связанных с жизнью и творчеством Инджа имеются в Библиотеке Леонарда Экса (англ. Leonard H. Axe Library) при Университете штата в Питтсбурге в Питтсбурге (Канзас) и в Исследовательской библиотеке Кеннета Спенсера (англ. Kenneth Spencer Research Library) при Канзасском университете.
При Общинном колледже Индепенденса действует Центр искусств Уильяма Инджа (англ. William Inge Center for the Arts). С 1982 года центр спонсирует ежегодный Театральный фестиваль Уильяма Инджа (англ. William Inge Theatre Festival).
21 мая 1995 года на Сент-Луисской «Аллее славы» появилась «звезда» Уильяма Инджа. При Школе искусств Университете Канзаса есть экспериментальный театр, названный в честь Уильяма Инджа.

## Работы
| Пьесы - 1950 — «Вернись, малышка Шеба» (англ. Come Back, Little Sheba) - 1953 — «Пикник» (англ. Picnic) - 1955 — «Автобусная остановка» (англ. Bus Stop) - 1957 — «Темнота наверху лестницы» (англ. The Dark at the Top of the Stairs) (переработанная «Далеко от небес») - 1959 — «Потеря роз» (англ. A Loss of Roses) - 1962 — «Летний молодец» (англ. Summer Brave) (переработанный «Пикник») - 1963 — «Естественная привязанность» (англ. Natural Affection) - 1966 — «Где папа?» (англ. Where's Daddy?) - 1973 — «Последняя папка» (англ. The Last Pad) - «Вне главной дороги» (англ. Off the Main Road) | Короткие пьесы - 1947 — «Далеко от небес» (англ. Farther Off from Heaven) - 1953 — «Слава в цветке» (англ. Glory in the Flower) - 1962 — «Мальчик в подвале» (англ. The Boy in the Basement) - «Убийство» (англ. The Killing) - «Полюби смерть» (англ. The Love Death) - «Тихий звонок» (англ. The Silent Call) - «Неприятное дыхание» (англ. Bad Breath) - «Утро на пляже» (англ. Morning on the Beach) - «Переезд» (англ. Moving In) - «Убийство» (англ. A Murder) | Сценарии - 1961 — «Великолепие в траве» (англ. Splendor in the Grass) - 1961/1962 — «Автобусная остановка» (англ. Bus Stop) - 1963 — «Всё рушится» (англ. All Fall Down) - 1964 — «На окраине города» (англ. Out on the Outskirts of Town) (переработанная «Вне главной дороги») - 1965 — «Возвращение Баса Райли» (англ. Bus Riley's Back in Town) (в титрах как Уолтер Гейдж) Романы - 1970 — «Удачи, мисс Вайкофф» (англ. Good Luck, Miss Wyckoff) - 1971 — «Мой сын — великолепный водитель» (англ. My Son Is a Splendid Driver) |